# Dirk Brouwer
Dirk Brouwer (Róterdam, 1 de septiembre de 1902 - New Haven (Connecticut), 31 de enero de 1966) fue un astrónomo estadounidense de origen holandés especializado en mecánica celeste.

## Semblanza
En 1927 se doctoró en la Universidad de Leiden bajo la dirección de Willem de Sitter, tras lo que se trasladó a la Universidad de Yale.  Desde 1941 hasta 1966 fue editor del Astronomical Journal.
Se especializó en mecánica celeste y junto con Gerald Clemence escribió el libro de texto titulado Methods of Celestial Mechanics.

## Premios
- Medalla de oro de la Real Sociedad Astronómica (1955)
- Medalla Bruce (1966)

## Reconocimientos
- Asteroide (1746) Brouwer[3]
- El cráter lunar Brouwer[4] lleva su nombre, habiéndosele dedicado conjuntamente con el matemático Luitzen Egbertus Jan Brouwer.
- El Premio Dirk Brouwer de la División de Astronomía Dinámica de la Sociedad Astronómica Americana
- El Premio Dirk Brouwer de la Sociedad Astronáutica Americana

### Necrologías
- AJ 71 (1966) 76 (un párrafo)
- Obs 86 (1966) 92 (una línea)
- PASP 78 (1966) 104 (una línea, ve también )
- QJRAS 8 (1967) 84

- Datos: Q449935